# يان كوخ
يان كوخ (بالألمانية: Jan Koch)‏ (4 نوفمبر 1995 بفورت أن در دوناو في ألمانيا - ) هو لاعب كرة قدم ألماني في مركز الدفاع. لعب مع كيمنتزر ونادي أونترهاخينغ ونادي ملادا بوليسلاف ونادي نورنبرغ.

## وصلات خارجية
- يان كوخ على موقع قاعدة بيانات كرة القدم.إي يو (الإنجليزية)
- يان كوخ على موقع بيانات كرة القدم. دي إي (الألمانية)
- يان كوخ على موقع Soccerway.com (الإنجليزية)
- يان كوخ على موقع عالم كرة القدم.نت (الإنجليزية)